# パンテッレリーア
パンテッレリーア（イタリア語: Pantelleria）は、イタリア共和国シチリア州トラーパニ県にある、人口約7,700人の基礎自治体（コムーネ）。
シチリア島とアフリカ大陸（チュニジア）との間にある火山島パンテッレリーア島から構成される。

## 地理

### 位置・広がり

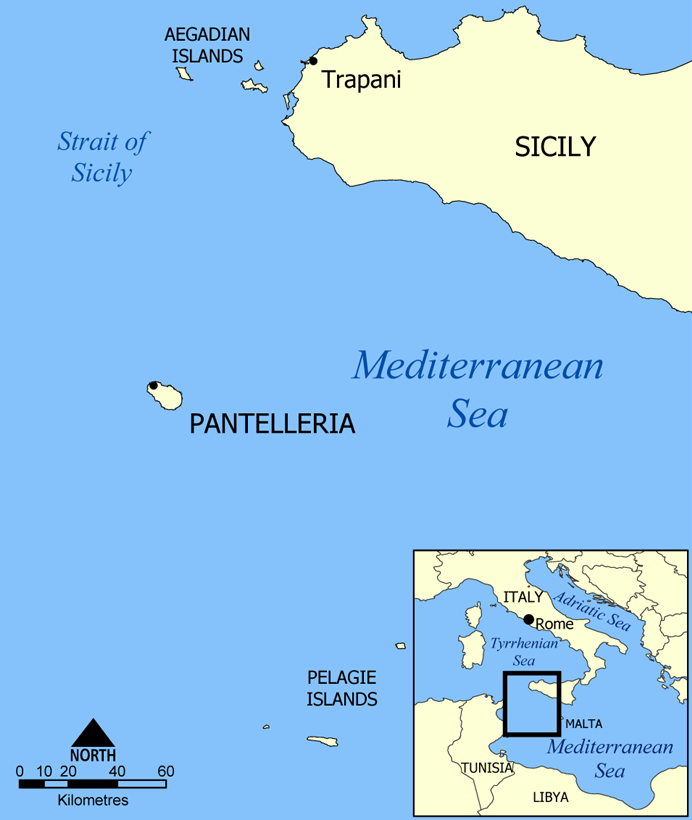
シチリア西南沖の島々

パンテッレリーア島は、シチリア島からは南西に約100km、アフリカ大陸（チュニジア領ボン岬半島）からは東へ約70km離れた場所にある火山島である。シチリア州に属する離島では最大の面積を持つ。その形状はほぼ楕円形で、パンテッレリーアの中心集落は島の西北部に位置する。
パンテッレリーアは、ボン岬半島のナブールから東北東へ約116km、県都トラーパニから東南東へ約142km、アグリジェントから西南西へ155km、イタリア最南端の島であるランペドゥーザ島（アグリジェント県ランペドゥーザ・エ・リノーザ）からは東北東へ約157km、チュニジアの首都チュニスから東へ約158km、マルタ共和国の首都バレッタからは北西へ約252kmの距離にある。

### 気候・自然
火山島で、クレーターと温泉がある。土壌は肥えているが、河川がなく地下水も乏しい。北アフリカ沿岸へ約70キロしか離れておらず、年間をとおしてシロッコが吹き付ける。この強風のため島に育つ樹木は真っ直ぐ生えず、風に逆らえずに横向きとなる。

## 経済・産業
主な産業は観光業である。

### ブドウ栽培とワイン
パンテッレリーアは、ブドウ栽培・ワイン生産地としても知られる。

#### DOCワイン
「パンテッレリーア」の名は原産地名称保護制度（DOC）の対象となっている (it:Pantelleria (vino)) 。DOCワインとして、パッシート・ディ・パンテッレリーアや、モスカート・ディ・パンテッレリーアなどがあり、当地ではジビッボ (Zibibbo) と呼ばれるマスカット・オブ・アレキサンドリアからつくられている。

#### 無形文化遺産
パンテッレリーアにおける、伝統的なブドウ栽培の方法とそれをめぐる農業・文化・地域社会のあり方は、2014年に国際連合教育科学文化機関（ユネスコ）の無形文化遺産に登録されている (it:Vite ad alberello di Pantelleria) 。登録名義は Traditional agricultural practice of cultivating the ‘vite ad alberello’ (head-trained bush vines) of the community of Pantelleria。
アルベレッロは、ブドウの木の枝の仕立て方 (Vine training) の一つで、南イタリアを中心に行われている。ブドウの枝は6つの放射状の形になるよう仕立てられて適切に管理され、ブドウは手作業で収穫される。ユネスコによれば、パンテッレリーアではおよそ5000人ほどの住人が自己の所有地でこうしたブドウの栽培を行っており、技術と習慣を何世代も受け継いできた。これは「持続可能な農業」のあり方であるとともに、収穫期・収穫後の儀礼や祝祭を通じて地域社会が習慣を共有しており、アルベレッロでブドウを育てることを受け継ぐことが村の人々のアイデンティティとなっている、とされる。

## 交通

### 港湾・海路
トラーパニとの間に定期フェリーが運航されている。

### 空港・空路
島にはパンテレッリア空港 (it:Aeroporto di Pantelleria) がある。